# Monta (Band)
Monta ist ein Soloprojekt von Tobias Kuhn.

## Projektgeschichte
Nach einer von 2003 bis heute dauernden Auszeit seiner in den frühen 1990ern in Würzburg formierten Band Miles rief Kuhn Monta ins Leben. Im Gegensatz zu dem von Indie-Rock geprägten Sound von Miles standen bei Monta Singer-Songwriter-Elemente mit poppigen Anleihen im Vordergrund. Bereits im Gründungsjahr 2003 veröffentlichte Kuhn die EP Always Altamont, ein Jahr später folgte das auf dem Musiklabel Rewika Records das Debüt Where Circles Begin, welches von der Fachpresse sehr positiv aufgenommen wurde. Im Anschluss unternahm Monta mehrere Konzertreisen, die Kuhn mit wechselnder Live-Besetzung absolvierte. Am 8. November 2006 erschien über Solitary Man Records ein Album von Monta in Japan. 2007 gründet der Musiker unter dem Namen Labelmate sein eigenes Plattenlabel, auf welchem in Zusammenarbeit mit dem österreichischen Label Klein Records das Nachfolgealbum The Brilliant Masses erschien. Mit dem Titel My Impropriety ist Monta im Soundtrack des Films Palermo Shooting von Wim Wenders vertreten.

## Rezeption
Alle bisherigen Veröffentlichungen Montas erhielten wohlwollende Rezensionen. Where Circles Begin wurde vom Rolling Stone als kluges Singer-Songwriter-Album auf hohem Niveau charakterisiert, dessen wunderschöne Popballaden auf Effektheischerei verzichten und beim Hörer süße Melancholie hervorrufen. Man beschrieb die Platte auch als Sammlung nie langweiliger Folkpop-Perlen, die Sunday Times nannte Monta einen mutigen Nachfolger von Bright Eyes.
The Brilliant Masses ist laut Spex eine perfekte, berührende Lektion in Sachen klassischen Songwritings. Besonders hob man den schwermütigen, nie larmoyanten Vortrag hervor.

## Diskografie

### Alben
- Where Circles Begin (2004)
- The Brilliant Masses (2007)
- Pacific (2024)

### EP
- Always Altamont (2003)
- Good Morning Stranger (2006)

### Singles
- All these Goods Are Gone (2020)
- Cold Wind (2020)
- Say Goodbye (2021)
- Paper Planes (2021)